# Marquard Schenk von Castell
Marquard Schenk von Castell (né le 10 août 1605 à Liebenau près d'Augsbourg, mort le 18 janvier 1685 à Ratisbonne) est prince-évêque d'Eichstätt de 1612 à sa mort.

## Biographie
Marquard est issu de la famille Schenk von Castell (de). Ses parents sont Johann Eberhard Schenk von Castell (mort vers 1644) et son épouse Katharina Hundbiß von Waltrams (de) (morte en 1648). Son oncle Johann Ulrich Hundbiß von Waltrams (mort en 1636) est doyen de la cathédrale d'Eichstätt, son frère Johann Ulrich Schenk von Castell (mort en 1658) est prévôt à Eichstätt et Augsbourg. Son successeur sera son cousin Johann Euchar Schenk von Castell (1625–1697).
À douze ans, il va au gymnasium de Dillingen et est nommé pour être dans le chapitre de la cathédrale d'Eichstätt à 16 ans. Trois ans plus tard, il entre dans le chapitre et commence à étudier la théologie à l'université d'Ingolstadt, qu'il poursuit un an plus tard à Rome au Germanicum. Comme le climat n'y est pas propice à sa santé, il quitte Rome en 1627 et s'installe à Sienne, où il n'étudie également que brièvement jusqu'en 1628. Il termine sa formation à Eichstätt avec les jésuites au Collegium Willibaldinum.
Le 2 juin 1635, il est ordonné prêtre à Eichstätt. Le chapitre l'élit le 15 janvier 1636 comme doyen de la cathédrale. Le 21 octobre 1636, il est élu coadjuteur cum iure successionis, avec le droit de succéder à l'évêque Johann Christoph von Westerstetten. À  sa mort le 28 juin 1637, Marquard est automatiquement élu évêque. Après la confirmation papale, il est consacré le 10 janvier 1638 dans la cathédrale d'Eichstätt en tant que 60e évêque d'Eichstätt.
Jusqu'à sa mort, il fait beaucoup pour la reconstruction intérieure et extérieure de la ville et de la principauté épiscopale d'Eichstätt après la destruction de la guerre de Trente Ans ; ainsi l'église des Saints-Anges-Gardiens (de) avec le collège jésuite adjacent est reconstruite, le presbytère est construit à partir de 1672, le moulin de la cour et le réfectoire du chapitre sont reconstruits et le mur de la ville et le château Saint-Willibald (de) sont réparés. Il fait construire l'aile nord de l'abbaye Sainte-Walburge (de), suggère la construction d'un jardin du monastère et fait don du maître-autel de l'église abbatiale. En 1671, non seulement il donne de nouveaux statuts à l'abbaye de Plankstetten, mais il fait également restaurer l'église abbatiale à ses frais. Plusieurs châteaux (par exemple le château d'Hofberg (de) en 1670) sont reconstruits ou rénovés, des églises et des écoles sont reconstruites selon ses instructions. Il agrandit la principauté épiscopale grâce à des acquisitions.
En 1640, il fait réimprimer le Hortus Eystettensis, mais seulement les plaques de cuivre avec les plantes et non les pages de texte.
Après la guerre de Trente ans, une consolidation interne de son territoire est nécessaire, il écrit des décrets. Il réorganise l'administration de l'évêché et met de l'ordre dans les finances brisées par les droits de douane et les taxes. En 1666, il fait imprimer le Hoch-Fürstliche Aychstättisch Holtz- und Forst -ordnung sur ses prédécesseurs. En 1674, il émet un ordre de mine et de carrière. En 1682, un nouveau statut pour le chapitre de la cathédrale suit.
Pour accroître la religiosité, il installe les capucins à Wemding et Neumarkt in der Oberpfalz et les franciscains à Dietfurt an der Altmühl et Freystadt.
En 1669, il travailla comme commissaire principal (de) de la Diète perpétuelle d'Empire à Ratisbonne. Dans cette position représentative, il représente l'empereur et reste alors principalement à Ratisbonne. L'empereur apprécie ses talents de diplomate et, par gratitude, élève la famille Marquard au rang de comte impérial le 1er mars 1681.
En 1673, il postule en vain pour le siège vacant de l'évéché de Mayence. Il devient cependant prévôt de la cathédrale de Mayence et dispose ainsi d'une autre source de revenus.
À partir de 1680, il a de plus en plus de maux physiques. Sa demande à l'empereur de se dégager de la dignité de commissaire principal n'a pas de réponse. Cinq ans plus tard, il meurt alors qu'il exerçait sa fonction impériale à Ratisbonne. Un portrait en bronze de Marquard dans une position de repos, à moitié surélevée, conçu par Gabriel de Gabrieli (de), est situé sur le côté nord du chœur est de la cathédrale d'Eichstätt au mémorial des trois évêques de cette famille, créé entre 1729 et 1731 ; son épitaphe se trouve dans le cloître de la cathédrale. À Ratisbonne et à Eichstätt, lors de l'enterrement du 8 février 1685, des sermons funéraires ont lieu, ils seront imprimés.